# Cầu Bông

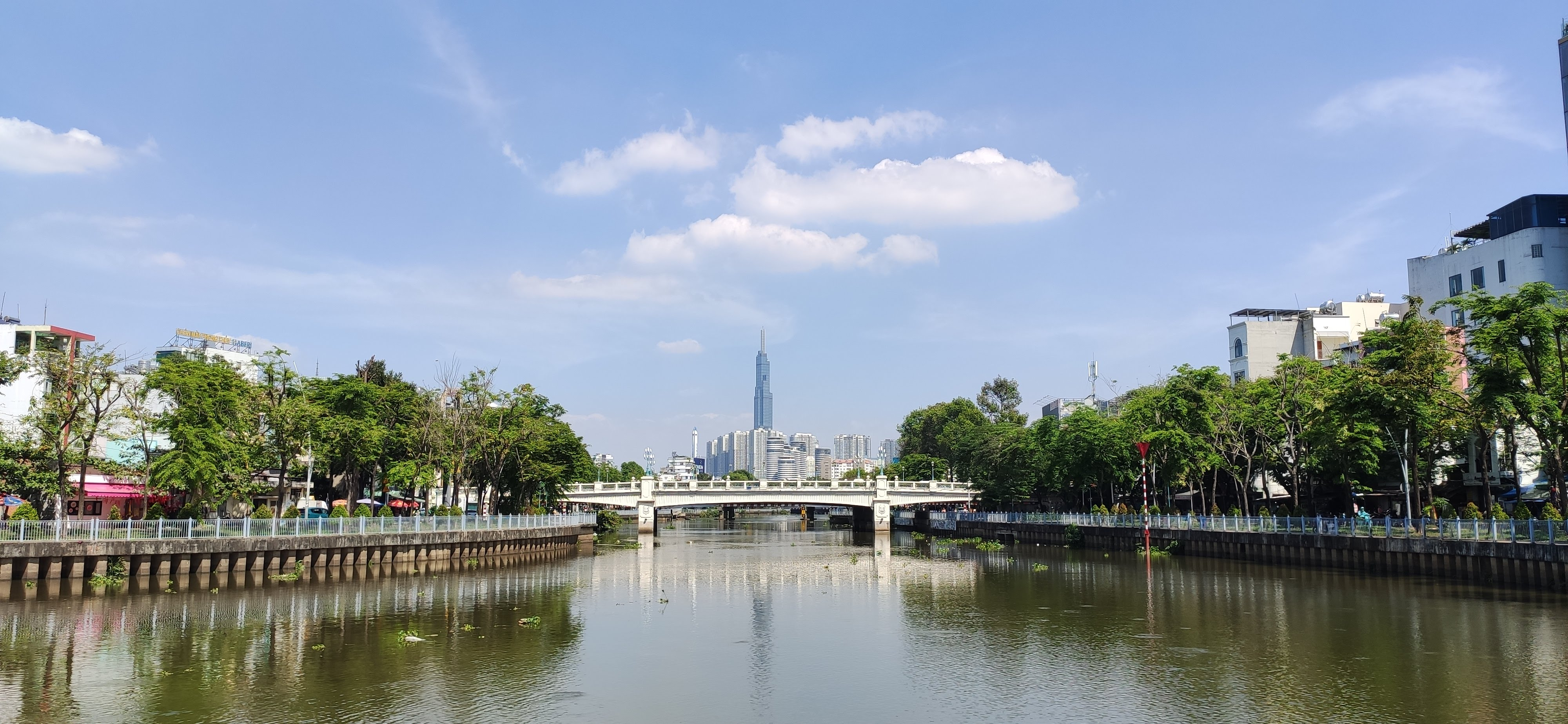
Cầu Bông nhìn từ đường Hoàng Sa, năm 2025.

Cầu Bông là một cây cầu bắc qua kênh Nhiêu Lộc – Thị Nghè tại Thành phố Hồ Chí Minh, nối đường Đinh Tiên Hoàng thuộc Quận 1 với đường Lê Văn Duyệt thuộc quận Bình Thạnh.

## Lịch sử
Cầu Bông được xây dựng lần đầu vào khoảng thế kỷ XVIII, có sách ghi chính xác là xây dựng vào năm 1771. Lúc mới xây cất, cầu có tên là cầu Cao Miên do một Phó vương Cao Miên lúc đó đang xin tá túc tại Bến Nghé cho bắc cầu qua sông để tiện việc đi lại. Còn cái tên cầu Bông thì có nhiều giả thiết, nhưng giả thuyết được nhiều nhà nghiên cứu vùng đất Sài Gòn nói đến nhất là sau khi Tả quân Lê Văn Duyệt xây dựng một vườn hoa xinh đẹp gần cầu này thì dân gian bắt đầu gọi là cầu Hoa. Sau này, người dân phải đọc trại thành cầu Huê vì kiêng tên bà Hồ Thị Hoa là vợ vua Minh Mạng, mẹ vua Thiệu Trị (triều Nguyễn). Sau cùng, người dân Sài Gòn đổi hẳn tên cây cầu này là cầu Bông (bông là cách gọi của người miền Nam để chỉ hoa) cho đến nay.
Tháng 11 năm 2013, cầu bị tháo dỡ hoàn toàn để xây mới nhằm nâng tĩnh không để nối thông suốt hai tuyến đường Hoàng Sa và Trường Sa ven kênh Nhiêu Lộc - Thị Nghè dưới dạ cầu. Cầu Bông mới có tổng chiều dài 84,2 m gồm 3 nhịp, kết cấu dầm bê tông cốt thép dự ứng lực, bề rộng cầu 21 m cho 4 làn xe, được thông xe vào 7 tháng 6 năm 2014.

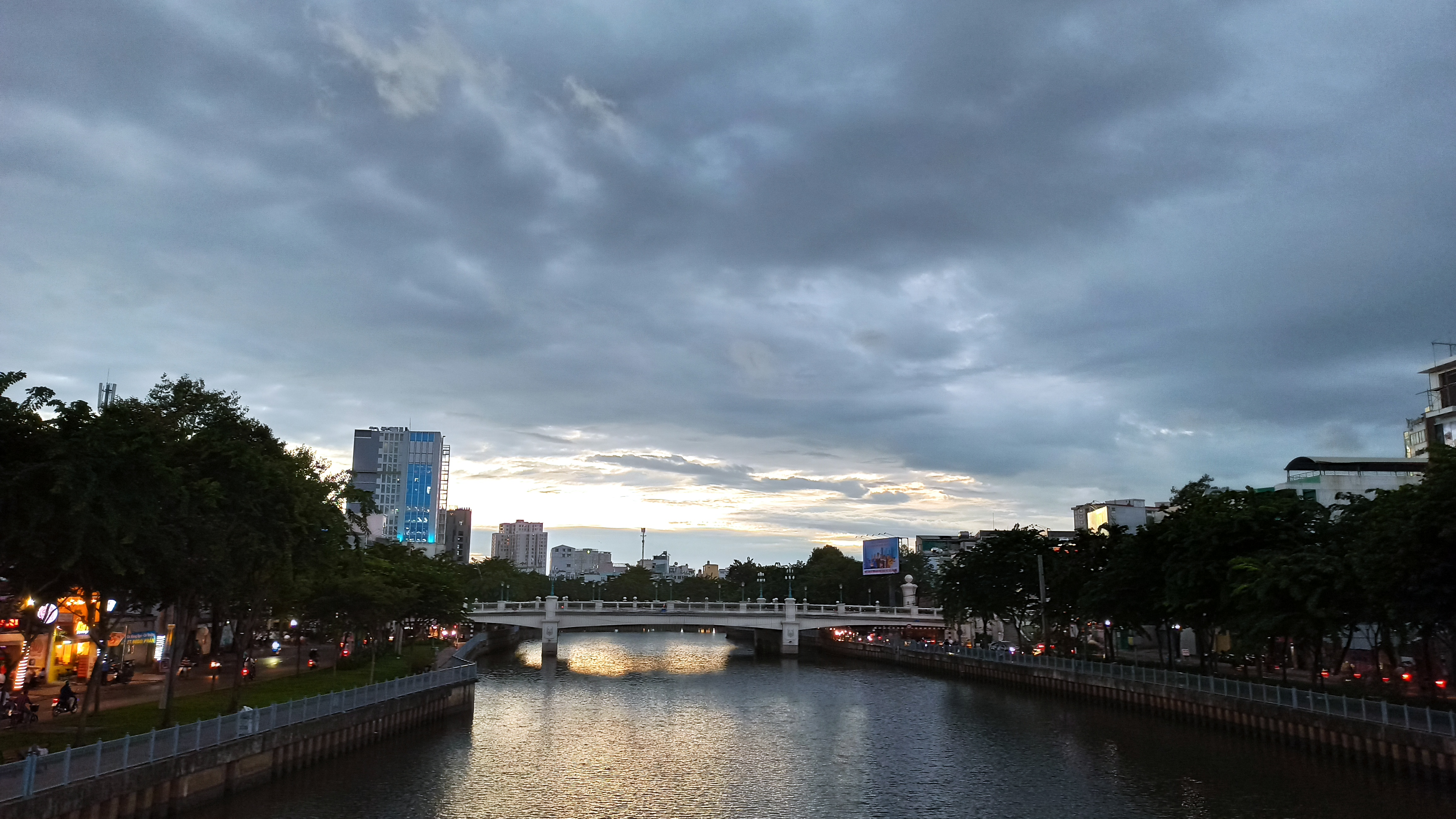
Cầu Bông nhìn từ cầu Bùi Hữu Nghĩa, năm 2020.